# 坂田将人
坂田 将人（さかた まさと、1993年3月12日 - ）は、福岡県朝倉市出身の元プロ野球選手（投手）。

## 経歴

### プロ入り前
小学4年からソフトボールを始める。中学時代は、地元の朝倉ドジャーズに所属し2年時から投手を務めた。
祐誠高校への進学後は、1年時の秋からベンチ登録。3年時には、春季九州大会で奪三振を量産するとともに、チームをベスト4に導いた。夏の全国大会の福岡県予選では、福翔高校との3回戦で、2点リードの6回に一挙5点を失って敗退した。
2010年のドラフト会議で福岡ソフトバンクホークスからの5巡目指名を受けたことを機に、入団へ至った。入団当初の背番号は67。

### ソフトバンク時代
2011年には、三軍戦で16試合に登板。65イニングを投げて9勝を挙げた。失点はわずかに10で、66三振を奪ったことから、奪三振率は9.14に達した。一・二軍とも公式戦への登板機会はなかったが、10月10日のみやざきフェニックスリーグ・対読売ジャイアンツ（巨人）戦で二軍戦デビューを果たした。
2012年には、左肩を故障した影響で、一・二軍とも公式戦への登板機会はなかった。三軍戦への登板も4試合にとどまった。左肩の故障は深刻で、手術しても完全な復帰を保障できないほどだったが、シーズン終盤の9月12日に左肩上方関節唇を手術。同月27日からリハビリを開始した。
2013年には、左肩のリハビリに専念したため、実戦登板の機会はなかった。10月7日に球団から支配下選手契約の解除を通告されたが、秋季キャンプには参加。11月30日には、育成選手契約を結んだことや、背番号を120に変更することが球団から発表された。
2014年に、三軍戦で26試合に登板。83イニングを投げて、防御率2.17、奪三振率8.35を記録した。10月17日には、みやざきフェニックスリーグの対埼玉西武ライオンズ戦の先発投手として二軍戦に復帰。シーズン終了後に派遣されたプエルトリコのウィンターリーグでは、11月11日から28日まで4試合（先発で2試合）に登板した。しかし、12月6日に腰痛を発症したため、リーグ戦の途中で日本への帰国を余儀なくされた。なお、育成選手に関するNPBの規定に沿って、10月31日には前年に続いて自由契約選手として公示。12月18日には、育成選手として再契約を結んだことが球団から発表された。
2015年6月28日のウエスタン・リーグ公式戦・対中日ドラゴンズ戦（KYBスタジアム）で、先発投手としてリーグ戦デビュー。巨人とのファーム交流戦（7月25日・雁の巣球場）では、先発で5回表まで巨人打線を1安打に抑えると、7回2安打2失点という内容で二軍ながら公式戦初勝利を挙げた。シーズン通算では、ウエスタン・リーグ公式戦9試合に登板。47回を投げて、3勝2敗、41奪三振、防御率2.11という成績を残した。さらに、シーズン終了後の11月27日には、支配下選手契約を結んだことが球団から発表された。支配下登録選手への復帰は自身2年振りで、復帰後の背番号は49。
支配下選手に復帰した2016年だが左肩痛の影響で一、二軍とも公式戦での登板はなかった。9月9日には左肩上腕二頭筋腱の手術を受けたことが発表された。10月4日、球団から戦力外通告を受け、12月2日に自由契約公示された。同日、育成選手契約締結が発表された。背番号は120。
2017年は前述の手術のリハビリを続けていたが、二軍戦、三軍戦ともに登板するまでには至らなかった。10月3日に球団から戦力外通告を受けた。トライアウトを受け、現役続行することを希望している。10月31日、自由契約公示された。

### BCリーグ・栃木時代
2017年12月21日、ベースボール・チャレンジ・リーグ（ルートインBCリーグ）の栃木ゴールデンブレーブスへの入団が発表された。
2018年7月13日、怪我の治療のため、練習生契約に変更となった。以降、選手契約に復帰することなく、2020年10月2日に球団が退団を発表、自由契約公示された。栃木での在籍3年間も肩の調子は回復せず、公式戦に出場できない練習生として過ごし、練習の合間に治療を続け、治療でアルバイトができないため貯金を取り崩して生活していた。
栃木退団後の12月7日、明治神宮野球場で開催された12球団合同トライアウトに参加し、最高球速138km/hで投球できる状態まで回復していることをアピール。田上健一に四球を与えるも、藤井亮太を空振り三振、白崎浩之を内野フライで打ち取った。坂田は、家族にユニホーム姿を見せる最後の機会という考えで参加したが、きちんと投げられるという感覚をつかめたことで、現役続行を決意した。

### BCリーグ・茨城時代
2021年2月26日、栃木と同じリーグの茨城アストロプラネッツに入団することが発表された。入団発表時点では練習生となっていた。3月6日のクラブチーム・一球幸魂倶楽部との練習試合で試合復帰し、実に5年半ぶりの対外試合での登板となった。3月20日には関西独立リーグとの交流試合にも登板した。
4月1日にリーグが公示した開幕戦登録選手リストに背番号47として記載され、4月4日のチーム開幕戦となった古巣の対栃木戦に登板し、ソフトバンク時代の2015年のウエスタン・リーグ以来6年ぶりに公式戦登板を果たした。茨城では中継ぎとしてリーグ2位の44試合に登板し、防御率2点台を記録した。シーズン終了後の10月10日、2021年限りでの現役引退を表明した。退団に際し、ピッチングコーチ兼S&Cコーチの小山田拓夢は「彼のお陰で私はこの1年を戦い抜くことが出来たと言っても過言ではなく、彼には心から感謝しています」とチームに対する貢献度を称賛した。

### 現役引退後
引退後は栃木ゴールデンブレーブスの経営母体であるエイジェックグループのエイジェックスポーツマネジメントの社員となる。
現在はエイジェック学園スポーツ健康医療専門学校の鍼灸科に在学中である。

## 選手としての特徴
流れるように投げる美しい投球フォームが特徴。投手としては小柄な体格で、ストレートの最速記録は138km/hながら、切れ味とコントロールは「（入団当時にソフトバンクのエースだった）杉内俊哉に匹敵する」と評価されている。

## 詳細情報

### 年度別投手成績
- 一軍公式戦出場なし

### 独立リーグでの年度別投手成績
| 年 度     | 球 団     | 登 板 | 先 発 | 完 投 | 完 封 | 無 四 球 | 勝 利 | 敗 戦 | セ 丨 ブ | ホ 丨 ル ド | 勝 率 | 打 者 | 投 球 回 | 被 安 打 | 被 本 塁 打 | 与 四 球 | 敬 遠 | 与 死 球 | 奪 三 振 | 暴 投 | ボ 丨 ク | 失 点 | 自 責 点 | 防 御 率 | W H I P |
| --------- | --------- | ----- | ----- | ----- | ----- | -------- | ----- | ----- | -------- | ----------- | ----- | ----- | -------- | -------- | ----------- | -------- | ----- | -------- | -------- | ----- | -------- | ----- | -------- | -------- | ------- |
| 2021      | 茨城      | 44    | 0     | 0     | 0     | 0        | 1     | 2     | 3        | 0           | .333  | 208   | 46.1     | 51       | 5           | 14       | -     | 5        | 31       | 2     | 0        | 20    | 15       | 2.91     | 1.40    |
| 通算：1年 | 通算：1年 | 44    | 0     | 0     | 0     | 0        | 1     | 2     | 3        | 0           | .333  | 208   | 46.1     | 51       | 5           | 14       | -     | 5        | 31       | 2     | 0        | 20    | 15       | 2.91     | 1.40    |

### 背番号
- 67 （2011年 - 2013年、2018年 - 2020年）
- 120 （2014年 - 2015年、2017年）
- 49 （2016年）
- 47 （2021年）

### 登場曲
- 「Journey」清水翔太（2016年）[38]